# Michaelisfriedhof (Hannover)
Der Michaelisfriedhof in Hannover wurde Mitte des 19. Jahrhunderts eingerichtet und ist einer von zehn kirchlichen Friedhöfen in Hannover, die noch in Betrieb sind. Der Friedhof gehört der evangelisch-lutherischen Michaelisgemeinde an. Die denkmalgeschützte Anlage mit der Michaeliskapelle und einigen historischen Gräbern gegenüber drei nahegelegenen Mahnmalen findet sich An der Bauerwiese 36 im Stadtteil Ricklingen.

## Geschichte
Bis Mitte des 19. Jahrhunderts hatte sich das historische Dorf Ricklingen kaum über die Ausdehnung des 18. Jahrhunderts hinaus entwickelt. Einige heute nicht mehr vorhandene Ziegeleien an der Stammestraße und der Pfarrstraße waren die ersten Bauten außerhalb des Dorfes. Bis dahin waren Verstorbene auf dem Lindener Friedhof beigesetzt worden. Erstmals bei der Verkoppelung 1851/53, noch im Königreich Hannover, wurde nördlich des Ricklinger Holzes ein Bereich für einen eigenen Friedhof ausgesondert, der dann 1856 eröffnet wurde.
Für Einwohner, die kurz vor der Gründung des deutschen Kaiserreichs im Deutsch-Französischen Krieg 1870–1871 gefallen waren, wurde ein Mahnmal in dem kleinen Waldstück gegenüber dem Friedhof aufgestellt.
Bis 1877 gehörte Ricklingen zu der Gemeinde von St. Martin in Linden. Doch erst 1888 konnte die nahegelegene Michaelis-Kirche eingeweiht werden.
Nach dem Jahrhundertwechsel stifteten die Ricklinger Bürger Stamme und Knust die Michaeliskapelle, die der Architekt Hermann Schaedtler dann bis 1908 errichtete. Nach der Hochwasser-Katastrophe von 1946 sollen die Särge von Heinrich Stamme und Wilhelm Stamme, die der Ehefrauen sowie des Baumeisters Theodor Knust „wenige Meter von der Gruft entfernt in der Erde“ beigesetzt worden sein.
Für die Gefallenen sowohl des Ersten als auch des Zweiten Weltkrieges wurden eigene Mahnmale bei dem ersten von 1870/71 errichtet.
Als Teil von Maßnahmen zum Schutz vor Hochwasser in Hannover wurde 2013 die alte Friedhofsmauer bei der Beeke im Süden durch eine Hochwasserschutzmauer ersetzt.

## Michaeliskapelle

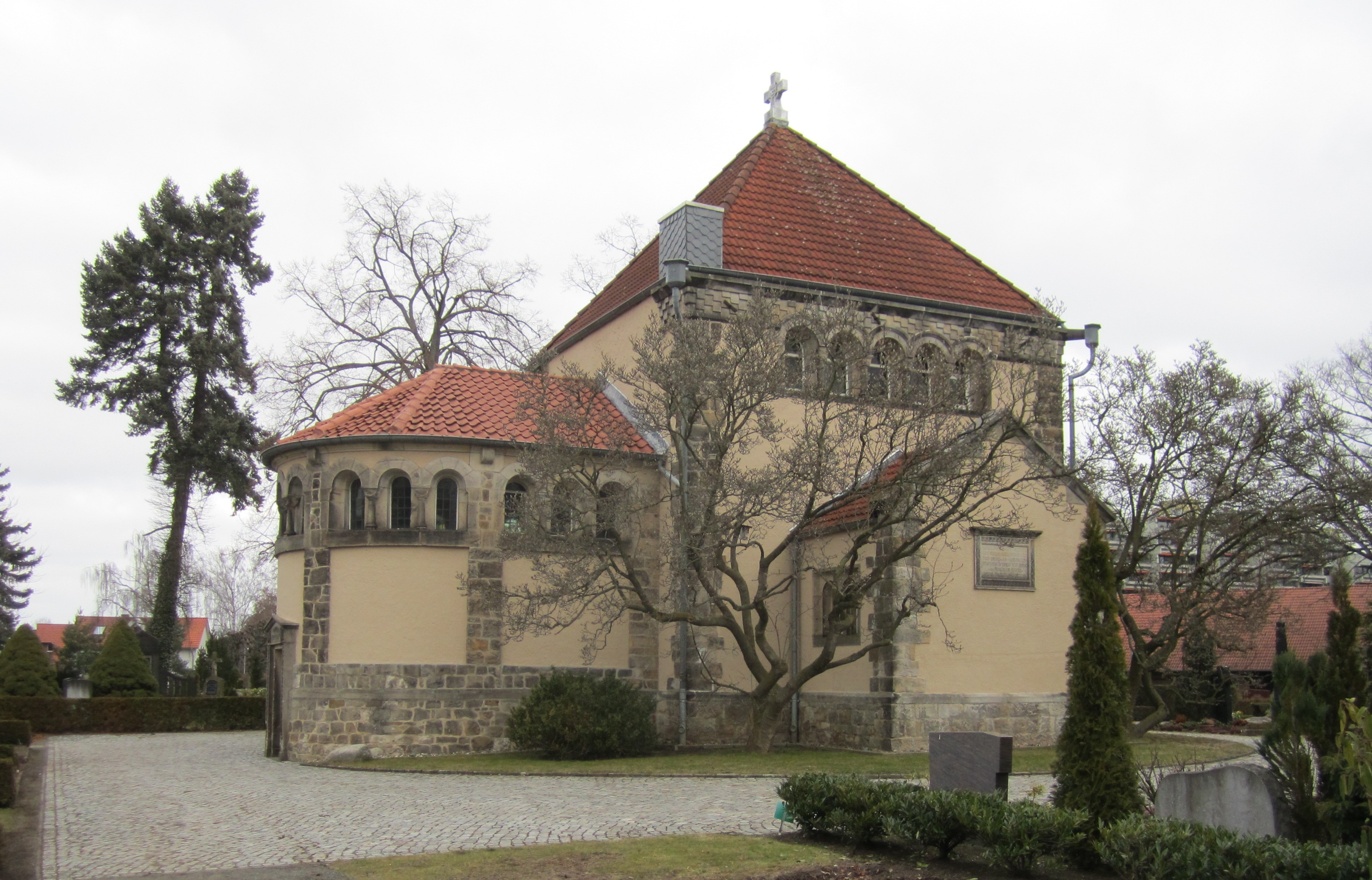
Kapelle (Südseite)

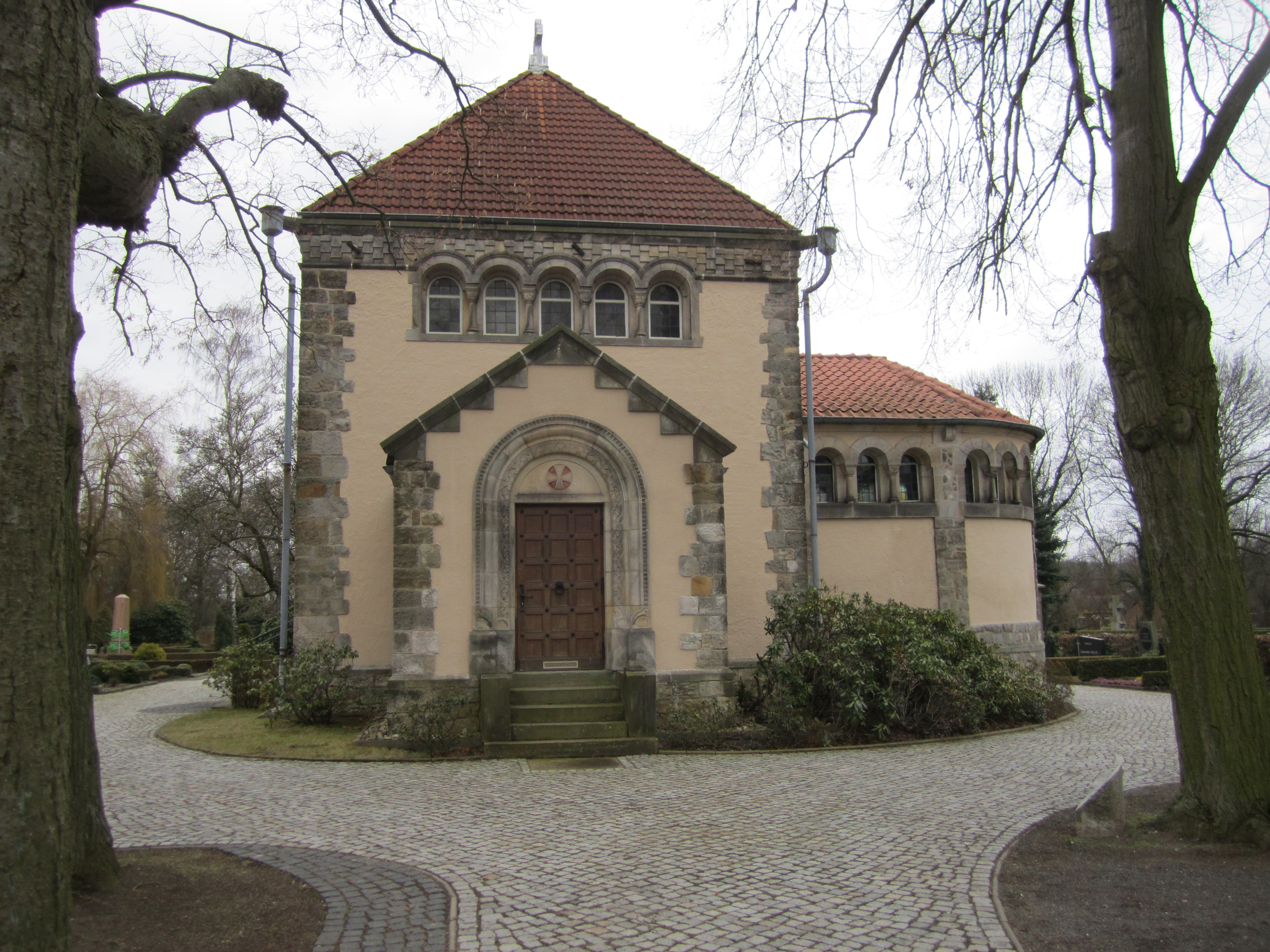
Kapelle (Nordseite)

Vom Friedhofseingang führt eine beschnittene Lindenallee direkt zu der Kapelle. Der Architekt Hermann Schaedtler errichtete sie bis 1908 als verputzten neoromanischen Massivbau mit Sandstein-Dekor, besonders detailliert ausgebildet in dem zur Ostseite zeigenden Hauptportal und in den Seitenportalen. Über dem Kapelleneingang sind die Namen der Stifter, der Ziegeleibesitzer Heinrich und Wilhelm Stamme sowie der des Baumeisters Theodor Knust in Stein gemeißelt.
In dem kreuzförmigen Grundriss findet sich ein quadratischer Mittelbau, die Halle, hinter der eine Treppe in die eigentliche Kapelle mit ihrem apsisähnlichen Anbau führt. Eine kleine Erweiterung im Süden des Hauptbaus dient als Sakristei, eine im Norden als Leichenraum. Ein separater Eingang von außen führt in die Gruft der Stifterfamilien unterhalb des Kapellenhauses.
Licht dringt in die Kapelle durch die hochgelegenen, gekuppelten Bogenfenster, die durch romanische Säulen geteilt werden. Darüber bildet ein Fries den Abschluss zum Pyramiddach der Kapelle.

## Gräber (unvollständig)
Unter den rund 2000 Gräbern auf dem Michaelisfriedhof finden sich die Gräber alteingesessener Bauernfamilien wie Klusmann, Willführ oder Großkopf. Bekannte Familien wie die Schmalstiegs (von denen der Oberbürgermeister Herbert Schmalstieg abstammt), die Adelsfamilie von der Osten und die Unternehmerfamilie Schünemann haben dort Grabstätten.
Die Gräber von insgesamt 13 Kriegsopfern wurden auf dem Friedhof gefunden: In der Fläche in Einzelgräbern „einige vermutlich im Lazarett verstorbene Soldaten des Ersten & Zweiten Weltkrieges“ und „in einem kleinen Gräberfeld im hinteren Teil Bürger von Ricklingen, die vermutlich“ bei den Luftangriffen auf Hannover ums Leben kamen.
Außerdem sind bekannt:
- Heinrich Stamme (1846–1905), Ziegeleibesitzer, Kunstsammler und Mäzen[6]
- Hermann Enders, Stadtplaner (1939–2018)[7]

Neu zu Bestattende müssen „den evangelischen Gemeinden Michaelis in Ricklingen, St. Thomas in Oberricklingen, Bonhoeffer in Mühlenberg oder der katholischen St.-Augustinus-Gemeinde in Oberricklingen angehören.“